# Oziorni (Vladímir)
|  | Per a altres significats, vegeu «Oziorni». |

Oziorni (en rus: Озёрный) és un poble de l'óblast de Vladímir, a Rússia, segons el cens del 2010 tenia 2 habitants. Pertany al districte municipal de Iúriev-Polski.